# Hål (kvasipartikel)
Hål eller elektronhål är i fysik och speciellt i halvledarefysik kvasipartiklar med massa, laddning, rörelsemängd, spinn och energi. Ett elektronhål beskriver ett kvantmekaniskt tillstånd som inte är fyllt och som kan uppta en elektron. Man kan formellt räkna med dessa hål som om de vore partiklar, påminnande om elektroner, fast med positiv elektrisk laddning. Konceptet används båda i atomfysik och i fasta tillståndets fysik och där särskilt för halvledare.

## Halvledare

Ett termiskt genererat elektron-hål-par, med hålet i valensbandet (blå) och elektronen i ledningsbandet (röd).

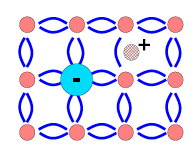
Hål-dopat halvledare; med en extra valenselektron har acceptor-atomen blivit en negativ jon; ett hål är kvar i valensbandet.

Halvledare och isolatorer kännetecknas av att det finns ett energigap mellan de valenselektroner som vid T = 0 har den högsta energi och de ofyllda tillstånden med lägst energi. Det otillåtna energiområdet mellan valensband och ledningsband kallas bandgap. Vid T = 0 gör detta elektrisk ledning omöjlig, eftersom ett yttre elektriskt fält inte kan accelerera elektronerna. Att göra så skulle ge elektronerna lite extra kinetisk energi. Sådana energitillstånd finns inte tillgängliga, och därför sker ingen elektrisk ledning.
Vid ändliga temperaturer finns det en chans att en elektron får tillräckligt med energi för att nå ledningsbandet. En sådan elektron lämnar en tom plats bakom sig: ett hål. Även absorption av ljus med en fotonenergi större än bandgapet skapar elektron-hål-par. Man kan också introducera hål genom tillsättning av små mängder atomer som saknar en valenselektron i förhållande till det vanliga antalet (p-dopning). I termodynamisk jämvikt gäller att koncentrationerna av elektroner och av hål följer massverkans lag.
När det finns tomt utrymme i valensbandet kan ledning ske. Elektroner kan få extra kinetisk energi. Hålet rör sig åt motsatt håll, och beter sig alltså som en kvasipartikel med positiv massa. Tecknet av Halleffekt i p-dopade material bekräftar att en sådan beskrivning med positiva laddningsbärare är i överensstämmelse med experiment.
Hålens effektiva massa beror på valensbandets kurvatur på samma sätt som för elektroner:
{\displaystyle {\frac {1}{m^{*}}}={\frac {1}{\hbar ^{2}}}{\frac {\mathrm {d} ^{2}\epsilon }{\mathrm {d} k^{2}}}} (för isotropa material)
där {\displaystyle \hbar } är Diracs konstant, {\displaystyle \epsilon \,} är energin och k är vågtalet. Elektroner och hål har oftast olika effektiv massa.